# Jan Kirchmayer
Jan Kirchmayer (* 12. Oktober 2003 in Baden) ist ein österreichischer Fußballspieler.

## Karriere

### Verein
Kirchmayer begann seine Karriere beim ATSV Teesdorf. Zur Saison 2016/17 wechselte er in die AKA St. Pölten, in der er fortan sämtliche Altersstufen durchlief. Zur Saison 2021/22 wechselte er zur zweitklassigen Zweitmannschaft des SK Rapid Wien, bei dem er einen bis Juni 2023 laufenden Vertrag erhielt. Sein Debüt in der 2. Liga gab er im Juli 2021, als er am ersten Spieltag jener Saison gegen den FC Juniors OÖ in der 64. Minute für Bernhard Zimmermann eingewechselt wurde. Für Rapid II kam er insgesamt zu 16 Zweitligaeinsätzen, ehe er mit dem Team 2023 aus der 2. Liga abstieg. Daraufhin verließ er Rapid nach der Saison 2022/23.
Anschließend schloss er sich zur Saison 2023/24 dem Regionalligisten FCM Traiskirchen an.

### Nationalmannschaft
Kirchmayer absolvierte im September 2019 gegen die Schweiz sein erstes und einziges Spiel für die österreichische U-17-Auswahl. In jenem Spiel, das 4:4-Remis endete, erzielte er auch sein erstes Tor in einem Nationaldress.